# NGC 3380
NGC 3380 (również PGC 32287 lub UGC 5906) – galaktyka spiralna z poprzeczką (SBa), znajdująca się w gwiazdozbiorze Małego Lwa. Odkrył ją William Herschel 11 kwietnia 1785 roku.